# Câu-xá tông
Câu Xá tông (tiếng Phạn: kośa, nghĩa là “kho báu”) là một tông phái Phật giáo, do đại sư Thế Thân sáng lập ở Ấn Độ, về sau được sư Huyền Trang giới thiệu vào Trung Quốc rồi từ đó truyền sang các nước Đông Á khác. Tông này lấy bộ luận A-tì-đạt-ma-câu-xá luận (tiếng Phạn: abhidharmakośa-śāstra) làm chủ thuyết. Tông này chủ trương không có bản ngã, tất cả các sự vật, hiện tượng chỉ là giả hợp.. Tông Câu-xá ngày nay không còn, mặc dù trước kia, tông ấy đã có một thời hưng thịnh với rất nhiều người tu tập theo. Tuy nhiên, ảnh hưởng sâu sắc của tông này cho đến nay vẫn còn rất rõ rệt trong Phật giáo.

## Khái lược hình thành
Thế Thân sinh năm 316 và mất năm 396, tương truyền là người được y bát chân truyền, làm Tổ sư đời thứ 21 của Thiền tông Ấn Độ. Ban đầu, Thế Thân học theo giáo lý Thuyết nhất thiết hữu bộ, về sau nghiên cứu sâu thêm bộ Đại Tỳ-bà-sa luận, rồi lại học thêm giáo lý của Kinh lượng bộ. Trong quá trình học tập, sư thấy có những điểm không hài lòng với giáo lý của các bộ phái này, mới soạn ra bộ A-tỳ-đạt-ma Câu-xá luận, là một sự tổng hợp rất công phu từ bộ Đại Tỳ-bà-sa luận và giáo lý của Kinh lượng bộ. Vì dựa vào Đại Tỳ-bà-sa luận, nên bộ luận của sư đôi khi cũng được xếp vào Nhất thiết hữu bộ, nhưng thật ra nội dung luận này đã hình thành nên một tông chỉ mới. Vì thế mà Câu-xá tông ra đời.
Về sau, Thế Thân chuyển sang theo Đại thừa dưới sự hướng dẫn người anh là đại sư Vô Trước, người đã sáng lập ra Duy thức tông..

## Nội dung Câu xá luận
Bộ luận Câu-xá phân ra làm 9 phẩm, được người đương thời mệnh danh là Huệ luận, để tỏ ý ca tụng sự uyên bác, trí huệ được hàm chứa trong đó. Chín phẩm này có thể lược kể ra như sau:
1. Giới phẩm, nói về cái thể của giới pháp.
2. Căn phẩm, nói về cái dụng của các pháp.
3. Thế gian phẩm, nói về các thế giới, với sáu đường thác sanh trong luân hồi: cõi trời, cõi người, cõi a-tu-la, cõi địa ngục, ngạ quỷ và súc sanh.
4. Nghiệp phẩm, luận về các nghiệp thiện ác.
5. Tùy miên phẩm, nói về tùy miên, tức là khuynh hướng sa vào các điều ngăn trở việc tu đạo. Có 7 pháp tùy miên là: tham dục, sân hận, nghi ngờ, kiêu mạn, chấp hữu và si mê.
6. Hiền thánh phẩm, nói về các bậc hiền thánh.
7. Trí phẩm, nói về 10 loại trí tuệ.
8. Định phẩm, nói về tâm an định.
9. Phá ngã phẩm, nói về thật tướng vô ngã vì tất cả các pháp đều giả hợp, hư dối. Đây là phẩm cuối cùng, tổng kết toàn bộ luận thuyết để nêu lên tông chỉ.
Các phẩm 3, 4 và 5 đều luận về pháp hữu lậu. Trong đó, phẩm thứ 3 là quả hữu lậu (thác sanh trong 6 nẻo), và hai phẩm 4, 5 là nhân hữu lậu (tạo ra các nghiệp thiện ác).
Các phẩm 6, 7 và 8 luận về pháp vô lậu. Trong đó, phẩm thứ 6 là quả vô lậu (chứng đắc các quả vị hiền thánh), và 2 phẩm 7, 8 là nhân vô lậu (tu tập trí huệ và định lực).

## Truyền bá
Năm 563, vào đời Trần, Chân Đế, một cao tăng Ấn Độ sang Trung Hoa có dịch sang chữ Hán với tên là A-tỳ-đạt-ma Câu-xá thích luận, gồm 22 quyển. Năm 654, vào đời Đường, sư Huyền Trang lại dịch với tên là A-tì-đạt-ma-câu-xá luận, gồm 30 quyển.
Thế kỷ thứ 7, hai cao tăng Nhật Bản là Tchitsu và Tchitasu sang Trung Hoa cầu học với sư Huyền Trang. Năm 658, hai người này về nước và truyền bá giáo lý Câu xá tông tại nước Nhật, với tên gọi là Kusha-sh.
Ngày nay, tông Câu-xá không tồn tại, nhưng giáo lý vô ngã đã trở thành nền tảng trong giáo lý chung, cơ sở lý luận của bộ luận này được rất nhiều vị luận sư sử dụng để biện giải cho lý thuyết của tông phái mình.

## Học thuyết
Triết học Câu-xá tông cho rằng các pháp (dharma) là yếu tố chính của mọi sự hiện hữu. Việc thừa nhận sự tồn tại của các pháp cũng là theo với giáo lý của Thuyết nhất thiết hữu bộ. Tuy nhiên, Câu xá luận thừa nhận sự tồn tại của các pháp mà không nhận sự chân thật của các tướng do chúng tạo ra, bởi các tướng đó đều vô thường, luôn luôn biến chuyển và hoại diệt, giáo lý Câu xá tông dạy rằng không có con người thật sự và không có cái gọi là cuộc đời. Tất cả chỉ là sự giả hợp của các pháp. Vì thế không nên chấp lấy tên gọi, vì chúng chỉ là những khái niệm để chỉ vào sự hiện hữu tạm thời của sự vật.
Tông Câu xá chia tất cả ra làm bảy mươi lăm pháp, cùng giả hiệp thành ra những hình tượng, sự kiện mà ta gọi là con người, là cuộc đời. Trong đó, có bảy mươi hai pháp thuộc về hữu vi và ba pháp được xem là thuộc về vô vi.
Bảy mươi hai pháp hữu vi được chia làm 4 nhóm là:
– 11 pháp thuộc sắc
– 1 pháp thuộc về thức
– 46 pháp thuộc về tâm sở
– 14 pháp không thuộc tâm cũng không thuộc vật
Ba pháp vô vi là:
– Trạch diệt
– Phi trạch diệt
– Hư không